# The Bells and Whistles
The Bells and Whistles je osmá epizoda druhé série amerického hudebního televizního seriálu Smash a v celkovém pořadí dvacátá třetí epizoda tohoto seriálu. Scénář napsala Noelle Valdivia a režie se ujal Craig Zisk. Epizoda se poprvé vysílala ve Spojených státech dne 26. března 2013 na televizním kanálu NBC.
V této epizodě Ivy přivádí Sama zpět do New Yorku, díky čemuž musí Tom řešit řadu nepříjemných situací. Jimmy se dostane do hádky s Derekem kvůli různým úhlům pohledu na muzikál Hit List. Ana a Karen se potýkají s tím, že neumějí vyjádřit, co vlastně doopravdy chtějí.

## Děj epizody
Jimmy a Derek se neshodnou v představách ohledně Hit Listu. Derek chce velkolepou scénu pro píseň „I Heard Your Voice In a Dream", ale Jimmy chce, aby scéna byla jednodušší a Karen s ním souhlasí. Tom a Julia navštěvují jednu ze zkoušek muzikálu a Tom si jde promluvit s Derekem a řekne mu, že ho obdivuje, jaký je plný moci a že by se to chtěl také naučit. Současně se ale Derek od Toma dozví, že by jako režisér měl i umět naslouchat a později si vyslechne Jimmyho ohledně jeho připomínek k písním. Nakonec zavrhnou Derekovy požadované video obrazovky a pouze použijí tanečníky jako způsob, jak udržet hlavní postavy, Jesseho a Amandu, od sebe.
Tom se snaží prosadit ve funkci režiséra Bombshell. Jeho bývalý přítel Sam se vrací do města na krátkou návštěvu. Tom vidí, že je Sam nešťastný ohledně své role v revivalu Book of Mormon, a tak mu nabídne roli v Bombshell. Julia mu řekne, že ale v muzikálu již není prostor pro Sama. Večer se koná party u Toma doma a na ní Sam zpívá píseň, kterou Tom s Julií napsali pro nedokončený muzikál ze šedesátých let a Tom souhlasí, že tuto píseň může přidat do Bombshell. Eileen na něj konečně tvrdě zatlačí a řekne mu, že píseň do muzikálu nezapadá. Tom si promluví s Derekem ohledně toho, aby byl silný a konečně řekne Samovi, že v muzikálu být nemůže a Sam naštvaně odchází. Elieen je zoufalá, protože o Bombshell zatím není příliš velký zájem ze strany médií a tak se snaží získat pozornost Richard Francis z New York Times, aby napsal o muzikálu pozitivní článek. Konečně dostane nápad a řekne Tomovi, že požádala Leigh Conroy, velkou broadwayskou hvězdu a Ivyinu matku, aby vyšla z důchodu a zahrála si roli Gladys, Marilyniny matky. Tom si myslí, že s tím Ivy může mít problém, ale nakonec řekne, ať to udělá a s Ivy se to vyřeší až později.
Karen a Ana se navzájem tlačí, aby požádaly o to, co doopravdy chtějí. Na večírku Hit Listu Ana, která chce roli Divy ale bojí se o ní zeptat, konečně získává Derekovu pozornost a na baru zpívá píseň. Derek je ohromený a řekne jí, že roli získala. Karen je zamilovaná do Jimmyho, ale bojí se mu to říct. Na tom samém večírku se ho konečně zeptá, jestli jí má rád anebo ne. Jimmyho přeruší Derek a toho Karen žádá, aby ji doprovodil domů. Karen se s Derekem před svým bytem rozloučí a vchází dovnitř. Po chvíli zazvoní zvonek, Karen si myslí, že je to Derek a jde mu otevřít. Když ale otevře dveře, stojí tam Jimmy, který ji začne líbat a Karen jeho polibky opětuje. Nakonec spolu stráví noc.

## Seznam písní
- „Let Me Be Your Star"
- „(Let's Start) Tomorrow Tonight"
- „I Heard Your Voice In a Dream"
- „If I Were a Boy"

## Ohlas u kritiků
Sara Brady ze serveru Television Without Pity dala epizodě známku 3 (C).